# Nam nữ học riêng

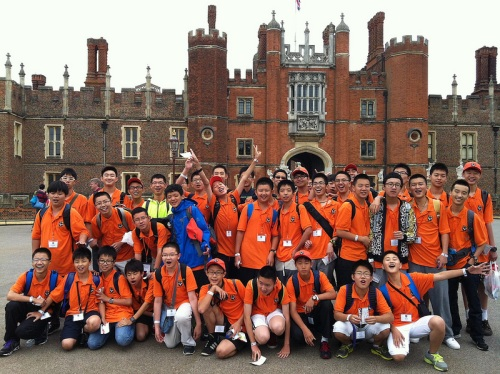
Ảnh chụp các nam sinh trong khóa nghỉ hè của Đại học Eton. Trường ĐH Eton là một trường công cộng nằm tại thị trấn Eton, hạt Berkshire, nước Anh

Nam nữ học riêng, hay giáo dục đơn giới tính, là việc vận hành nền giáo dục trong đó các nam sinh và nữ sinh được học tách riêng ở các lớp khác nhau, có lẽ là học tại những tòa nhà hay ngôi trường riêng biệt. Việc dạy học có sự phân chia theo giới tính vốn phổ biến trên thế giới từ trước thế kỷ 20, đặc biệt là bậc trung học và sau phổ thông. Việc nam nữ học riêng được thực hiện ở nhiều nơi trên thế giới dựa trên nền tảng tôn giáo và truyền thống văn hóa; gần đây người ta lại dấy lên phong trào quan tâm thành lập các trường đơn giới tính phục vụ mục đích nghiên cứu giáo dục. Hệ thống giáo dục nam nữ học riêng thì phổ biến nhất là tại các quốc gia (và vùng lãnh thổ) nói tiếng Anh như Xinh-ga-po, Ma-lai-xi-a, Ai-len, Vương quốc Anh, Hồng Kông, Nam Phi và Ô-xtrây-li-a; cũng như tại Chi-lê, I-xra-en, Hàn Quốc và nhiều quốc gia khác chủ yếu theo đạo Hồi.